# Egyptischer Marsch
Egyptischer Marsch, op. 335, är en marsch av Johann Strauss den yngre. Den spelades första gången den 6 juli 1869 i Pavlovsk i Ryssland.

## Historia

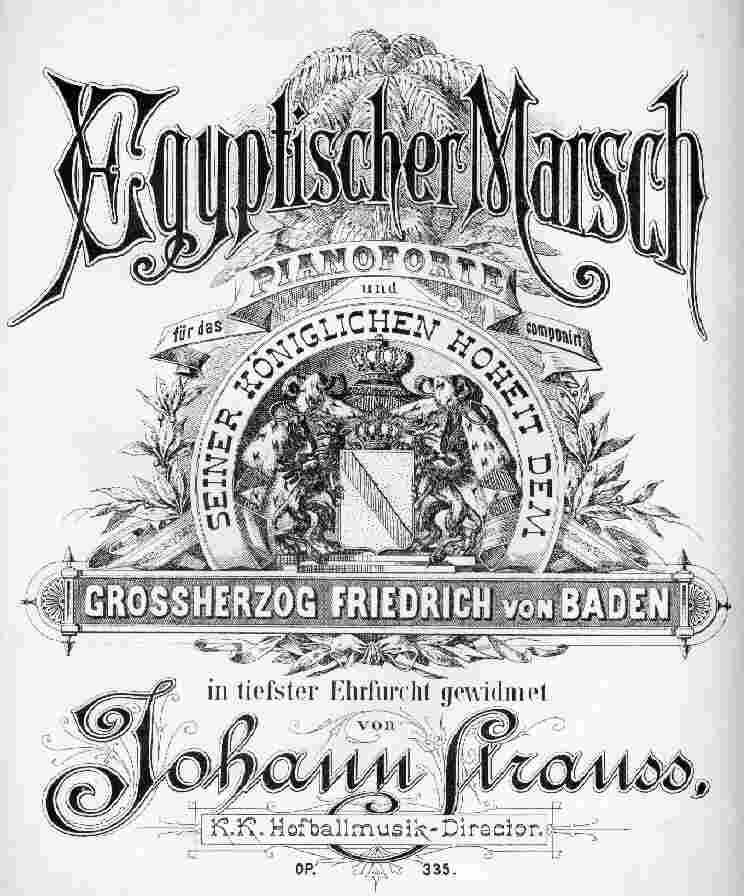
Klaverutdraget till Egyptischer Marsch med kunglig dedikation.

Den formella invigningen av Suezkanalen skedde den 16 november 1869 i Port Said och orsakade stort intresse över hela världen. I Wien gav den upphov till Anton Bittners burlesk Nach Ägypten, som hade premiär den 26 december samma år på Theater an der Wien. I pjäsen ingick en processionsmarsch och det var i och med den som publiken i Wien för första gången blev bekant med Johann Strauss marsch Egyptischer Marsch. Strauss hade i själv verket skrivit stycket till sommarens konsertsäsong i Pavlovsk och själv dirigerat det första framförandet där den 6 april vid en välgörenhetskonsert men då med titeln Tscherkessen-Marsch. Det var med det namnet som marschen först publicerades. Varför marschen är tillägnad storhertig Fredrik I av Baden är okänt.

## Om marschen
Speltiden är ca 4 minuter och 11 sekunder plus minus några sekunder beroende på dirigentens musikaliska tolkning.

## Weblänkar
- Egyptischer Marsch i Naxos-utgåvan.